# Ewa Sowa
Ewa Sowa (ur. 1935 w Olkuszu) – polska filozofka. 

## Życiorys
Po ukończeniu trzyletnich studiów zootechnicznych, w latach 1955–1960 pracowała w rolniczych placówkach terenowych. Studia filozoficzne, podjęte równolegle z pracą zawodową w 1958 na Uniwersytecie Jagiellońskim ukończyła pod kierunkiem Romana Ingardena w 1964, studiując równolegle historię i teorię literatury m.in. u Marii Dłuskiej i Henryka Markiewicza.
W latach 1964–1971 była pracownikiem naukowo-dydaktycznym w Instytucie Nauk Społecznych Akademii Górniczo-Hutniczej w Krakowie, a następnie, w latach 1971–1973 pracownikiem naukowym i dziennikarzem w Ośrodku Badania Stosunków Wschód-Zachód w Warszawie.
Doktorat z filozofii uzyskała w 1972 na Uniwersytecie Jagiellońskim. Od 1973 do emerytury pracowała w Zakładzie Historii Filozofii Uniwersytetu Śląskiego (w stanie wojennym relegowana z tej uczelni do 1989).
W okresie PRL razem z Janem Szewczykiem była uznawana za jedną z głównych teoretyczek marksizmu jako "filozofii pracy". W swej książce Pojęcie pracy w filozofii Stanisława Brzozowskiego (wydanej w 1976 przez Wydawnictwo Literackie, będącej skróconą wersją pracy doktorskiej) eksponowała marksistowski charakter twórczości Stanisława Brzozowskiego, uwydatniała związki jego filozofii (a właściwie swoistą antycypację) z twórczością György Lukácsa (z Historii i świadomości klasowej i Wprowadzenia do ontologii bytu społecznego) oraz Antonio Gramsciego.
W licznych artykułach publikowanych w czasopismach filozoficznych wdawała się w polemiki z uproszczonymi, umetafizycznionymi wizjami marksizmu reprezentowanymi przez post-stalinowskich polskich filozofów-marksistów.
W okresie powstania Solidarności była pierwszą przewodniczącą Koła NSZZ "S" na Wydziale Nauk Społecznych Uniwersytecie Śląskim. Po 1989 wciąż aktywna naukowo, zajmuje się problematyką religijną polskiego katolicyzmu i fenomenologią francuską. Tłumaczka Husserla i Levinasa.
Członkini Rady Programowej Centrum Badań Filozoficznych im. Romana Ingardena.
Żona Ryszarda Sowy.